# Gogyra
Gogyra là một chi bướm ngày thuộc họ Bướm nâu.